# برآب‌رفته
برآب‌رفته (به انگلیسی: Flushed Away) پویانمایی رایانه‌ای محصول سال ۲۰۰۶ است.این نخستین انیمیشن سه بعدی رایانه ای آردمن (کمپانی والاس و گرومیت) است.

## داستان
رودی یک موش خوش‌تیپ و تنها است که زمانی که می‌خواهد از دوست خپل و مزاحمش خلاص شود، در توالت می‌افتد و دوستش سیفون را روی او می‌کشد. او وارد فاضلاب می‌شود و متوجه می‌شود افسانه شهر موش‌ها واقعیت دارد و شهری مانند شهر انسان‌ها در فاضلاب بنا شده و موش‌ها مانند انسان‌ها در کنار یکدیگر زندگی می‌کنند. وی از دختری به نام ریتا کمک می خواهد و...

## صداپیشگان
هیو جکمن در نقش رادریک «ردی» سنت جیمز، یک موش صحرایی حیوان خانگی وحشت زده اما تنها، که در یک آپارتمان کنزینگتون با یک خانواده ثروتمند انگلیسی زندگی می‌کند. او توسط سید به توالت می‌رود و وارد فاضلاب می‌شود.
کیت وینسلت در نقش ریتا مالون، موش صحرایی خردسال و مسن‌ترین فرزند یک خانواده بزرگ است. او کاپیتان یک کشتی کوچک است.وی موشی بسیار پرحرف.خنگ و دست و پا چلفتی است.
یان مک کلن به عنوان وزغ، یک دوزیست فاحش می‌خواهد که کلیه موش‌های صحرایی را به قتل برساند تا بتواند جایی برای صدها فرزند خود فراهم کند.
ژان رینو به عنوان لو فرگ، پسر عموی فرانسوی وزغ. او استادان هنرهای رزمی است و رهبر تیمی از قورباغه‌های خارپشت برعهده دارد.
اندی سرکیس به عنوان اسپایک، یکی از دو موش بزرگ برتر نژاد وزغ. او سریع و خردمند و پرخاشگرترین این دو نفر است.
بیل نگی به عنوان ویتی، یکی دیگر از دو موش بزرگ ماده نژاد وزغ. ویتی موش آلبینیو و شریک اسپایک است. برخلاف اسپایک، ویتی دلسوز و کمتر شرور است، اما همچنین نادان و ساده لوح است.
شین ریچی به عنوان سید، یک موش با وزن زیاد و تنبل که از طریق فاضلاب‌ها. او با ریتا و خانواده اش آشنایی دارد و کسی که ردی را از طریق توالت به داخل فاضلاب‌ها فرومی‌کند.
کتی برک و دیوید سوشه در نقش آقای و خانم مالون، پدر و مادر ریتا هستند.
میریام مارگولیز به عنوان مادربزرگ ریتا، که دلهره ای به ردی دارد و او را با تام جونز اشتباه می‌گیرد.
راشل راولینسون به عنوان تابیتا، مالک انسانی ردی است.

## تولید
ایده فیلم در مورد موش‌هایی که عاشق فاضلاب می‌شوند، توسط انیماتور سام فل در هنگام تولید انیمیشن فرار مرغی (۲۰۰۰) پیشنهاد شد. در آن زمان، آردمن در آن زمان، همه را در شرکت تشویق کرد تا ایده‌هایی را برای شرکت DreamWorks تهیه کنند.
به‌طور سنتی، آردمن از تکنیک استاپ موشن برای انیمیشن خود استفاده کرده‌اند، اما برای ایجاد آب با این روش پیچیده‌است و استفاده از آب واقعی می‌تواند به مدل‌های پلاستیسین خسارت وارد کند. این کار برای ساخت تصویر اشعه ایکس در عکس‌هایی که شامل آب نیز می‌شود، بسیار هزینه‌بر است، بنابراین آن‌ها تصمیم گرفتند که اولین CGI را تولید کنند و با چالش‌های آن رو به رو شوند. این سومین و آخرین فیلم ساخته‌شده توسط شرکت DreamWorks است. تجربه آردمن با شرکت DreamWorks در طول ساخت فیلم منجر به شکافی بین دو شرکت شد.

## بازی ویدیویی
بازی ویدیویی با اکران این فیلم برای کنسول پلی استیشن ۲، نینتندو گیم‌کیوب، و نینتندو منتشر شد. اگرچه این بازی انتقادات شدیدی از سوی منتقدان داشت، اما این بازی یک جایزه Annie برای بهترین فیلم انیمیشن به دست آورد.

## ویدیوی خانگی
برآب‌رفته در تاریخ ۲۰ فوریه ۲۰۰۷ در دی وی دی منتشر شد. این برنامه شامل پشت صحنه، اطلاعات حذف شده، فیلم‌های جیمی داگر و تمام آهنگ‌های Slug جدید بود. در انگلستان در تاریخ ۲ آوریل ۲۰۰۷ ، منتشر شد، به‌طور بسته‌بندی شده با پلاستیک کیت Slug Farm نیز بود. این فیلم در تاریخ ۴ ژوئن ۲۰۱۹ توسط Universal Pictures Home Entertainment با کیفیت بلوری منتشر شد.

## واکنش انتقادی
به‌طور مستقیم با رتبه ۷۳ درصد در Rotten Tomatoes با نرخ متوسط ۶٫۷۱/۱۰ براساس ۱۳۷ مورد بررسی قرار گرفته‌است. اجماع نظری سایت «هوشمندانه و جذاب برای هر دو رنج سنی کودک و بزرگسالان، با برآب رفته نشان‌دهنده ورود موفقیت‌آمیز به ویژگی‌های انیمیشن دیجیتالی برای شرکت انیمیشن سازی آردمن است».
Metacritic، که یک امتیاز میانگین وزنی را از ۱۰۰ به بررسی از دید منتقدان اصلی اختصاص می‌دهد، امتیاز ۷۴ را نشان می‌دهد، که «به طور کلی نظرات مطلوب» را نشان می‌دهد.
تاد مک‌کارتی از جنبه‌های مختلف، فیلم را از دید منفی مورد نقد قرار داد و گفت: «آنچه که دیوید بو ورز و سام افتاد، ویژگی جالب توجهی است که به طور قابل‌توجهی تحت‌تاثیر رفتار بیرحمانه و بیرحمانه‌ترین شخصیت‌ها قرار دارد».
جیمز Berardinelli از ReelViews به فیلم سه ستاره داد و گفت: «این فیلم بهتر از ۹۰ درصد انیمیشن چند سال گذشته‌است».
با وجود تلاش‌های پنج نویسنده و puppets علامت تجاری آردمن، هیچ‌یک از این شخصیت‌ها به‌طور خاص دوست‌داشتنی نیستند " پیتر Stuart از روزنامه واشنگتن‌پست، با گفتن این جمله:" با وجود تلاش پنج نویسنده و شخصیت برجسته آردمن، هیچ‌یک از این شخصیت‌ها به این دلیل قابل قبول هستند که فیلم پر از شخصیت‌های سرگرم‌کننده زیادی است ".

## فروش گیشه
در ایالات‌متحده به‌طور میانگین فیلم‌های انیمیشن دیگر از شرکت DreamWorks، و ۱۱۱٬۸۱۴٬۶۶۳ دلار از بازارهای بین‌المللی به قیمت کل دلار بود، با برآب‌رفته از ۶۴٬۴۸۸٬۸۵۶ دلار جمع‌آوری شد. فیلم در آخر هفته اول به رتبه سه رسید، با ۱۸٬۸۱۴٬۳۲۳ دلار، پشت Borat و سانتا بند ۳: بند گریز. برای شرکت DreamWorks Animation، و در یک پایان شراکت با آردمن، با بودجه ۱۴۹ میلیون دلار تولید شده‌است.